# Przewłoka (Ustka)
Przewłoka (deutsch Strickershagen) ist ein Dorf der Gemeinde Ustka (Stolpmünde) im Powiat Słupski der polnischen Woiwodschaft Pommern.

## Geographische Lage
Das Dorf liegt in Hinterpommern, etwa 16  Kilometer nordwestlich der Stadt Słupsk (Stolp) und vier Kilometer östlich der Hafenstadt Ustka (Stolpmünde) an der Ostsee.

## Geschichte

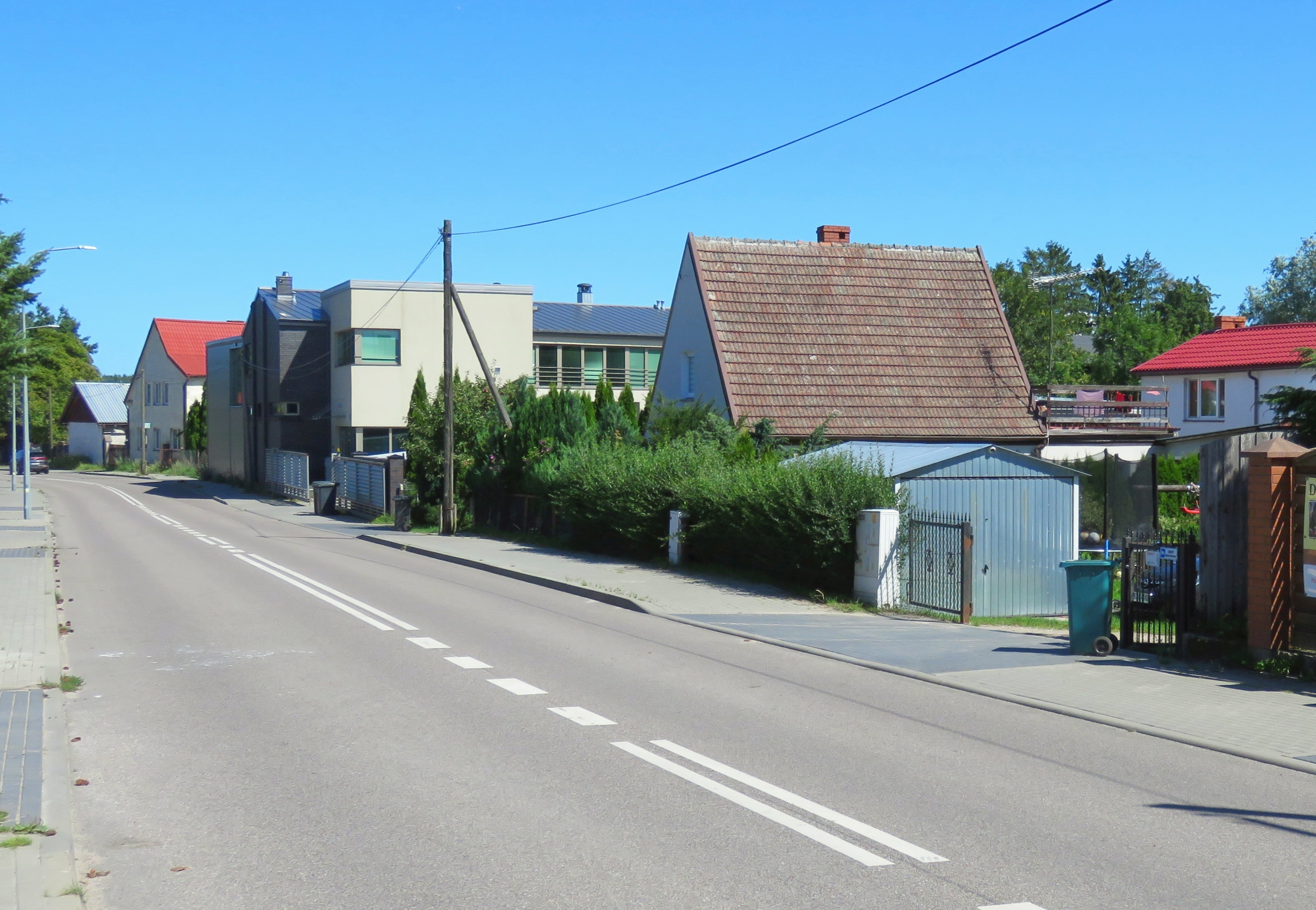
Dorfstraße (2014)

Die Ortschaft  wurde als kleines  Gassendorf angelegt. Es gehörte zu den sogenannten Hagendörfern im Stolper Land, die herbeigerufene deutsche Siedler gegründet hatten. Im Jahr 1426 verkaufte Ulrich Drosedow dem Heiligen-Geist-Hospital zu Stolp, das dem Magistrat der Stadt Stolp unterstand, das Dorf Strickershagen. Lehensherren waren die Äbte des Klosters Belbuck, die seit 1486 der Stadt Stolp in Lehensbriefen mehrfach den Besitz von Strickershagen als Lehen bestätigten. Über den Verlauf der Grenze zwischen Strickershagen und dem Nachbardorf Weitenhagen wurde 1526 ein Einigungsvertrag  zwischen dem Magistrat der Stadt Stolp und den Gebrüdern Jürgen und Jakob Ramel abgeschlossen. Im 16. Jahrhundert gab es in Strickerhagen elf Bauern; das Dorf war damals also verhältnismäßig groß. Später wurden die Ackerflächen des Dorfs zum Teil durch Verwehungen von Dünensand in Mitleidenschaft gezogen. Von den Verwehungen betroffen war auch der Worochow, der spätere Freichow-Bach, der verstopte. Es entstand vorübergehend ein See, dem der Name Grasbruch gegeben wurde. In Strickershagen gab es ein Gut, dem gegenüber die Bauern des Dorfs Hand- und Spanndienste zu leisten verpflichtet waren. Für die Bewirtschaftung der eigenen Betriebsflächen der Bauern, die diese gepachtet hatten, wirkte sich dies nachteilig aus. Besonders schlechte Zeiten brachen für die Bauern von Strickershagen während des Siebenjährigen Kriegs an. Um das Jahr 1784 gab es in Strickershagen  ein Vorwerk, fünf Bauern, zwei Kossäten, drei Büdner, einen Schulmeister, einen Holzwärter, einen Schmied und insgesamt 15 Haushaltungen. Vor 1823 hatte Strickershagen 166 Einwohner.
Im Jahr 1925 standen in Strickershagen 37 Wohngebäude. Im Jahr 1939 wurden in Strickershagen 378 Einwohner gezählt, die in 95 Haushaltungen lebten. Es gab in der Gemeinde Strickershagen 35 landwirtschaftliche Betriebe.

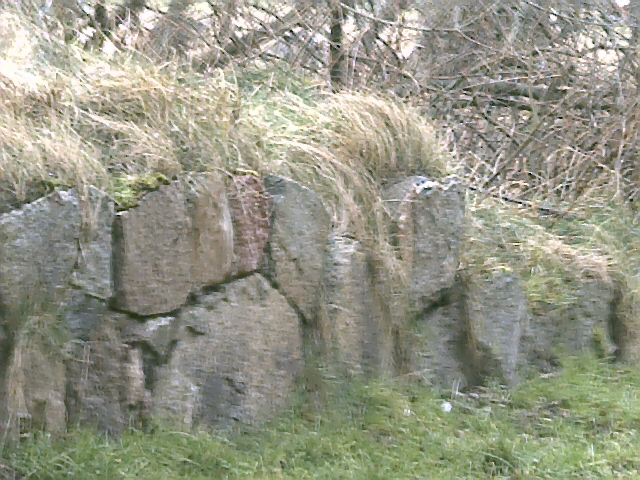
Mauerrest auf der Feldmark des Dorfs.

Vor Ende des Zweiten Weltkriegs gehörte das Dorf Strickershagen zum Landkreis Stolp im Regierungsbezirk Köslin der Provinz Pommern des Deutschen Reichs. Die Gemeindefläche war 934  Hektar groß. In der Gemeinde Strickershagen gab es insgesamt vier Wohnorte:
- Grasbruch
- Karlshof
- Silberberg
- Strickershagen

Gegen Ende des Zweiten Weltkriegs wurde Strickershagen am 8. März 1945 von der Roten Armee besetzt. Es kam zu zahlreichen Übergriffen der sowjetischen  Soldaten gegenüber den Dorfbewohnern und den im Dorf anwesenden Flüchtlingen aus Ost- und Westpreußen. Nach Beendigung der Kampfhandlungen wurde das Dorf seitens der sowjetischen Besatzungsmacht der Volksrepublik Polen zur Verwaltung überlassen. Es kamen nun Polen in das Dorf und übernahmen die Häuser und Gehöfte. Die Dorfbewohner wurden von der polnischen Administration vertrieben. Strickershagen  wurde unter der Ortsbezeichnung Przewłoka verwaltet.
Später wurden in der Bundesrepublik Deutschland 182 und in der DDR 93 aus Strickershagen vertriebene Dorfbewohner ermittelt.

### Demographie
| Jahr | Einwohner | Anmerkungen                                |
| ---- | --------- | ------------------------------------------ |
| 1818 | 166       | städtische Besitzung                       |
| 1910 | 346       | [ 8 ]                                      |
| 1925 | 351       | davon 349 Evangelische und zwei Katholiken |
| 1933 | 367       | [ 9 ]                                      |
| 1939 | 378       | [ 9 ]                                      |

Das Dorf hat heute etwa 180 Einwohner.

### Kirche
Die vor 1945 in Strickershagen anwesenden Dorfbewohner waren evangelisch. Strickershagen hatte bis 1909 zum  Kirchspiel Wintershagen im Kirchenkreis Stolp-Stadt gehört und war dann innerhalb desselben Kirchenkreises in das Kirchspiel Stolpmünde umgepfarrt worden.
Im Jahr 2004 wurde an der Stadtgrenze zu Stolpmünde von den Polen eine katholische Kirche auf einem sechszackigen Grundriss errichtet.

### Schule
Vor 1945 hatte Strickershagen eine eigene Volksschule. Im Jahr 1932 war diese Schule einstufig; zu diesem Zeitpunkt unterrichtete hier ein einzelner Lehrer 58 Schulkinder.